# Last Flight to Abuja
Last Flight to Abuja es una película de suspenso y desastres nigeriana de 2012 escrita por Tunde Babalola con la dirección y producción de Obi Emelonye. Está protagonizada por Omotola Jalade Ekeinde, Hakeem Kae-Kazim y Jim Iyke. Filmada en Lagos, recibió 5 nominaciones en los Premios de la Academia del Cine de África 2013, ganando en la categoría "Mejor película de un africano radicado en el extranjero".

## Elenco
- Omotola Jalade-Ekeinde - Suzie
- Hakeem Kae-Kazim - Adesola
- Ali Nuhu - Dan
- Jim Iyke - David
- Anthony Monjaro - Capitán de la aeronave
- Uru Eke - Azafata
- Tila Ben - Pasajero
- Jide Kosoko - Jefe Nike
- Cargador Celine - Capitán Seye
- Uche Odoputa - Efe
- Jennifer Oguzie - Yolanda
- Samuel Ajibola
- Ashaju Oluwakemi
- Nneka J. Adams

## Producción
Durante el proceso de filmación, Emelonye tuvo que lidiar con sus compañeros, bancos y burócratas en el Aeropuerto Internacional Murtala Muhammed en Lagos.

## Recepción
Recibió críticas mixtas. Elogiada por su cinematografía y partitura musical, la mayoría de los críticos afirmó que las imágenes CGI y efectos visuales dejaban mucho que desear. Recaudó ₦ 8,350,000 en su primer fin de semana con una asistencia de 9,638, y aumentó a 24,000,000 en su primera semana, encabezando la lista en los cines de África occidental y superando a películas de Hollywood como The Amazing Spider- Hombre, Piensa como un hombre, Los Vengadores y Madagascar 3. Se estrenó en muchas ciudades, incluidas Lagos y Londres, donde fue calificada con 4 estrellas por los cines Odeon.